# Luis Pérez Aguirre
Pour les articles homonymes, voir Luis Pérez, Pérez et Aguirre.
Luis Pérez Aguirre, né le 22 avril 1941 à Montevideo et mort (accidentellement) à Canelones (Uruguay) le 25 janvier 2001, est un prêtre jésuite uruguayen, promoteur des droits de l'homme et écrivain.

## Biographie
Né à Montevideo, Luis Pérez Aguirre était le second de huit enfants. 

### Études
Sa vocation sacerdotale se développe dans les années 1950 et il entre au noviciat jésuite en 1960. Il obtient son diplôme en humanités classiques au Chili (Collège Loyola). Il étudie la psychologie à l'Université Catholique de Valparaíso, au Chili. À son retour en Uruguay en 1965, il enseigne le français et la géographie au Collège de San Javier des Pères Jésuites à Tacuarembó.
De 1967 à 1970, il étudie à l'Université de Toronto, au Canada où il obtient une maîtrise en études religieuses. En 1972, il obtient un diplôme en théologie à l'Université Pontificale de San Miguel, Argentine. Les études supérieures en sociologie sont effectuées à l'Université pontificale Comillas, Cantabrie, Espagne, en 1978.

### Ordonnance et réalisations
Luis Pérez Aguirre est ordonné prêtre le 4 juillet 1970 à Montevideo. Figure-proue dela défense des droits de l'homme sous le régime de la dictature militaire de l'Uruguay, il fonde en 1975 la communauté de La Huella vouée à l'accueil des orphelins. Il crée la division en Uruguay de Justice et Paix (SERPAJ, déclarée illégale en 2003). En 1989, il est membre du conseil consultatif du service international des droits de l'homme à Genève. 
Au début des années 2000, il compte parmi les membres de la Commission pour la paix chargée d'examiner les violations des droits de l'homme commises par les militaires durant la dictature,.
Le père Luis Pérez Aguirre meurt dans un accident de voiture en 2001 à l'âge de 59 ans.

## Autres fonctions
- Conseiller pour Human Rights Information and Documentation Systems International (HURIDOCS)
- Membre du conseil exécutif de l'Organisation mondiale contre la torture
- Conseiller honoraire de Justice et Paix (SERPAJ)

## Œuvres
- Si quieres la paz (1986)
- Derechos humanos: un relato militante de su defensa y promoción en el Uruguay (1986)
- La defensa de los derechos humanos en la transición democrática uruguaya (1988)
- La opción entrañable (1989)
- Mujer de la vida: pasión y prostitución de Miriam (fiction, 1991)
- La condición femenina (1995)
- Uruguay en asamblea: propuestas presentadas en el ciclo de debates (1998)
- Desaparecidos, a la escucha del silencio para sellar la paz (2000)

En français :
- Incroyable Eglise ! : pauvreté, pouvoir, sexualité, féminisme, Ed. de l'Atelier, 1994
- Tout commence par un cri, Ed. de l'Atelier, 1997

## Prix et récompenses
- 1989 : Prix de la Paix décerné par Pax Christi[2]
- 1985 : Officier de l'Ordre national de la Légion d'honneur[2]